# آستین ای۴۰
آستین ای۴۰  (Austin A۴۰ Countryman) خودرویی است که در سال‌های ۱۹۵? تا ۱۹۵?تولید شده‌است.
این خودرو در کلاس خودرو سایز متوسط قرار گرفته و وزن آن در حالت طبیعی ۲٬۱۳۰ پوند (۹۶۶ کیلوگرم) است.
موتور آن ۱۲۰۰ سی‌سی است.